# Moiwana
Moiwana is een dorp in het district Marowijne in het oosten van Suriname. De bewoners behoorden tot de Aukaners.
In oktober 2021 werd het dorp aangesloten op elektriciteit.

## Bloedbad van Moiwana
Op 29 november 1986, tijdens de Binnenlandse Oorlog tussen het Surinaamse leger onder leiding van Desi Bouterse en het Junglecommando onder leiding van Ronnie Brunswijk, vond er een slachting plaats, die bekendstaat onder de naam Moiwana '86. Daarbij kwamen circa 50 mensen om, waaronder zwangere vrouwen en kinderen. De overlevenden vluchtten met duizenden andere bewoners van het binnenland over de rivier de Marowijne naar het buurland Frans-Guyana. Het dorp raakte overwoekerd door het omringende oerwoud. In een van de Franse opvangkampen werd een monument voor de slachtoffers opgericht.